# Andrew Francis
Andrew Francis (ur. 29 listopada 1946 w Adah, zm. 6 czerwca 2017 w Lahore) – pakistański duchowny katolicki, biskup diecezji Multan w latach 2000–2014.

## Życiorys
Święcenia kapłańskie przyjął 10 stycznia 1972 i został inkardynowany do archidiecezji Lahaur. Był m.in. wikariuszem parafii w Bhai Peru oraz profesorem w seminarium Duchownym w Karaczi. W latach 1991–2000 był krajowym dyrektorem Papieskich Dzieł Misyjnych.

### Episkopat
3 grudnia 1999 został mianowany przez papieża Jana Pawła II biskupem diecezji Multan. Sakry biskupiej udzielił mu 26 lutego 2000 abp Alessandro D’Errico.
W 2014 w wyniku wypadku samochodowego doznał urazu rdzenia kręgowego, co uniemożliwiło dalszą pracę duszpasterską. Jego rezygnację z urzędu przyjął papież Franciszek.